# The Rhythm Section
The Rhythm Section è un film del 2020 scritto e diretto da Reed Morano.
La pellicola è basata sull'omonimo romanzo di Mark Burnell.

## Trama
Tre anni dopo la morte della sua famiglia in un incidente aereo, Stephanie Patrick è diventata una prostituta tossicodipendente a Londra. Viene avvicinata dal giornalista Keith Proctor, che crede che l'incidente aereo sia stato un attacco terroristico coperto dal governo. Abbandonando il suo bordello, Stephanie inizia a vivere con Proctor e studia le sue ricerche sull'incidente, che lui spiega essere stato causato da una bomba fatta da un uomo di nome Reza, che frequenta l'università a Londra. Stephanie compra una pistola e trova Reza, ma non riesce a sparargli ed è umiliata quando lui la deride indirettamente e se ne va. Ore dopo, torna nell'appartamento di Proctor e lo trova assassinato.
Attraverso gli appunti di Proctor, scopre che la sua fonte confidenziale è "B", un agente dell'MI6 caduto in disgrazia di nome Iain Boyd. Si reca in Scozia e trova Boyd che vive in isolamento; dopo che lei spiega che non ha nulla da perdere e che vuole vendetta, lui accetta con riluttanza di addestrarla a dare la caccia a Reza. Boyd spiega che Reza è stato assoldato da un terrorista conosciuto solo come U-17, che ha abbattuto l'aereo per uccidere il riformatore musulmano liberale Abdul Kaif; il padre di Kaif, Suleman, ha finanziato le indagini di Proctor sull'incidente. Stephanie si allena per mesi per assumere l'identità di Petra Reuter, un'assassina uccisa da Boyd il cui corpo non è mai stato trovato.
Nei panni di Petra, Boyd la manda a Madrid per trovare Marc Serra, un ex agente della CIA diventato intermediario di informazioni, che potrebbe condurla all'U-17. Stephanie chiede a Suleman di finanziare la sua missione; lui rifiuta, ma Alia, la madre di Kaif, le offre il denaro. Stephanie compie una serie di omicidi che hanno come obiettivo i cospiratori dell'attacco terroristico che ha ucciso la sua famiglia. Serra rivela finalmente che U-17 non è altri che Reza. Lei lo rintraccia e lo lascia morire nell'attentato del suo stesso autobus. Stephanie torna da Serra e poi lo uccide con una siringa di veleno a casa sua, avendo capito da tempo che Serra è sempre stato U-17, e che lui l'ha usata per uccidere tutte le connessioni conosciute con lui.
Due settimane dopo, Boyd affronta Stephanie a Londra, rivelandole che gli sarà permesso di rientrare nell'MI6 se riuscirà a trovare ed eliminare la "Petra" appena risorta. Avvertita di sparire, Stephanie se ne va avendo finalmente trovato la pace.

## Promozione
Il trailer è stato pubblicato il 19 settembre 2019.

## Distribuzione
Il film è stato distribuito negli Stati Uniti il 31 gennaio 2020 e nel Regno Unito il 21 febbraio 2020, da Paramount Pictures. In Italia il film è stato pubblicato su Prime Video il 23 luglio 2020.